# Saint Jack
Saint Jack ist ein US-amerikanischer Spielfilm von Peter Bogdanovich aus dem Jahr 1979. Als Vorlage diente der gleichnamige, 1973 erschienene Roman von Paul Theroux, der auch am Drehbuch beteiligt war. Film und Buch handeln von dem Amerikaner Jack Flowers, der seit längerem in Singapur lebt und sich durch den Aufbau eines Bordells ein Vermögen zu erwirtschaften versucht.

## Handlung
Singapur in den frühen 1970er-Jahren: Jack Flowers, ein italoamerikanischer Veteran des Koreakriegs und früherer Student der Literaturwissenschaften, lebt seit Ende der 1950er-Jahre im Ausland als Weltenbummler. In Singapur hat er sich ein kleines Netz von Prostituierten aufgebaut, die für ihn arbeiten. Um sein Visum nicht zu verlieren, arbeitet er offiziell bei einer Firma, für die er hin und wieder Aufträge übernimmt. So soll Flowers am Flughafen den neuen Buchhalter William Leigh vom Hauptbüro der Firma in Hongkong empfangen. Flowers bietet Leigh an, dass er ihm sein sexuelles Abenteuer beschaffen kann, doch der Engländer ist lieber am Squashspiel interessiert. Leigh begleitet Flowers neugierig durch das Nachtleben Singapurs und zwischen den beiden ungleichen Männern entwickelt sich eine Freundschaft. Gemein haben sie aber, dass sie in Südostasien genug Geld verdienen wollen, um davon nach ihrer Rückkehr in die westliche Welt gemütlich leben zu können.
Leigh schaut einmal im Jahr zur Buchhaltung vorbei. Als er das nächste Mal vorbeikommt, hat Jack einen Traum von sich erfüllt: den eines eigenen Bordells, in dem sich auch ein Restaurant und eine Bar befinden. Das Geschäft läuft gut und Jack geht in der Rolle des charmanten, zugleich unter den Umständen verantwortlungsvollen Bordellbetreibers ganz auf. Sein neues Bordell hat ihn aber den Zorn der Triaden eingebracht, die die Prostitution in Singapur dominieren. Schließlich umzingelt und entführt die Bande Jack. Sie verwüsten sein Bordell, während sie ihm chinesische Flüche auf seine Arme tätowieren. Später begleitet Leigh ihn zu einem Tätowierer, der die Flüche durch Blumentattoos ersetzt – was Jack einige Zeit später zwei der Triaden-Gangstern zeigt, als er sie zufällig auf der Straße wiedertrifft.
Jack Flowers hat inzwischen die Bekanntschaft des geheimnisvollen Amerikaners Eddie Schuman gemacht, der sich schließlich als wichtiger Agent (möglicherweise der CIA) herausstellt und ihm eine neue Arbeit anbietet. So wird Jack zum Manager eines „Erholungshotels“ für Soldaten des Vietnamkriegs, in dem diese zwischen ihren Kampfeinsätzen mit massenhaft Essen, Alkohol und Prostituierten verwöhnt werden. Mehrmals kommt es zu Zwischenfällen mit den traumatisierten Soldaten, bei denen Flowers schlichtend eingreifen muss. Mit dem Ende des Vietnamkrieges schließt die Einrichtung aber und Jack überlegt, in die USA zurückzukehren.
Nach einem Jahr treffen Flowers und Leigh wieder aufeinander. In einer Bar trinken die beiden mit einigen in Singapur lebenden Briten, als William – dem Herzprobleme und das heiße Klima schon länger zu schaffen gemacht haben – einen tödlichen Herzinfarkt erleidet. Am Tag der Beerdigung macht Eddie Schuman Jack ein gefährlich klingendes, mit 25.000 US-Dollar aber lukratives Angebot: Ein US-Senator wird in Kürze Singapur besuchen, und einige seiner Gegner in wichtigen Positionen würden gerne Material gegen ihn sammeln. Zögerlich sagt Jack zu und verfolgt den Senator bei einem nächtlichen Ausgang, wobei der Familienvater sich einen männlichen Prostituierten aufgabelt. Er schafft es, kompromittierende Fotos zu schießen, und plant seine Rückkehr in die USA. Jack und seine Geliebte Monika trennen sich, die nun genug Geld hat, um sich in ihrer Heimat Sri Lanka einen Mann auszusuchen. Er ruft auch Williams Witwe an und verschickt auf ihre Anweisung dessen Asche nach Hongkong per Post. Jack entscheidet sich im letzten Moment, die Fotos doch nicht Schuman zu überreichen. Er versenkt die Fotos im Hafen von Singapur und verschwindet in eines der Stadtviertel.

## Produktionshintergrund
Die Ursprungsidee zu einer Verfilmung des Romans von Paul Theroux kam von Orson Welles, der dieses gelesen und für einen guten Filmstoff befunden hatte. Welles wollte ursprünglich selbst Regie führen, sein enger Freund Bogdanovich ihm nur bei den Vorbereitungen helfen. Die Rechte zum Roman lagen damals beim Magazin Playboy, deren Gründer Hugh Hefner wurde später auch einer der Executive Producer von Saint Jack. Laut Bogdanovich führte seine damalige Lebensgefährtin Cybill Shepherd zu dieser Zeit mit guten Siegeschancen einen Prozess gegen Playboy, die Nacktaufnahmen von ihr aus Die letzte Vorstellung ohne Erlaubnis abgedruckt hatten. Welles bat sie, sich auf einen Vergleich einzulassen, da der Prozess ihm und Bogdanovich bei der Rechtegewinnung in die Quere kam. Nachdem Shepard das getan hatte und die Rechte von Hefner eingeholt waren, kam der in seinen späteren Lebensjahren oftmals lethargische Welles über ein Jahr nicht mit dem Schreiben des Drehbuchs voran. Schließlich baten mehrere Geldgeber, darunter Hefner, Bogdanovich um die Übernahme der Regie. Welles fühlte sich betrogen und seine Freundschaft mit Bogdanovich zerbrach daran zeitweise, erst kurz vor dem Tod von Welles 1985 versöhnten sie sich wieder.
Als Welles noch als Regisseur geplant war, war Jack Nicholson für die Hauptrolle vorgesehen, da er unbedingt mit der Regielegende arbeiten wollte. Nachdem der bei Paramount Pictures arbeitende Bogdanovich die Regie übernahm, schlugen die Paramount-Bosse ihm die etablierten Stars Paul Newman und Warren Beatty vor. Er wollte allerdings unbedingt mit Ben Gazzara in der Hauptrolle arbeiten, der aber nie ein großer Hollywood-Star war, sondern eher an den Broadway-Bühnen und in Independentfilmen daheim war. Um seine Wunschbesetzung Gazzara zu bekommen, realisierte Bogdanovich den Film mit Hefner und dem B-Movie-Produzenten Roger Corman. Er verließ durch diesen Schritt sein Studio Paramount und musste seine Regiegage von einer Million US-Dollar auf 50.000 US-Dollar reduzieren.
Schließlich wurde der Film unter weitaus bescheideneren Umständen realisiert, zumal neben der Besetzung von Gazzara die Karriere des am Anfang der 1970er-Jahre noch gefeierten Bogdanovich nach drei erfolglosen Filmen auf dem Prüfstand war. Bei den Dreharbeiten in Singapur gab es Schwierigkeiten, da das Buch von Theroux mit seinen Blicken auf das Rotlichtmilieu in dem autokratisch geführten Land als unerwünscht galt. Daher wurde unter dem Arbeitstitel Jack of Hearts gedreht und die Autoritäten in Singapur erfuhren zunächst nicht, worum es bei dem Film wirklich ging.

## Rezeption
Saint Jack brachte Bogdanovich nach drei erfolglosen Filmen zumindest wieder den Respekt vieler Kritiker ein, wenngleich der Film sich kommerziell nicht durchsetzen konnte. Roger Ebert gab dem Film seine Höchstwertung von vier Sternen. Er hob insbesondere die Hauptfigur und deren Darstellung hervor, „manchmal bewohnt eine Filmfigur seine Welt so frei, so einfach, dass er es zu unserer Welt macht. Ben Gazzara macht das in Saint Jack“.
Der Filmdienst nannte Saint Jack das „Porträt eines Glücksritters, der sich inmitten von Amoralität und Gewalt seine Integrität und Moral bewahrt. Zugleich ein interessanter, vielschichtiger Film über Sex und seine Vermarktung, der darauf hinweist, daß eine Welt, die wie ein Bordell regiert wird, dem Untergang zustrebt.“
Kritischer war Vincent Canby in der New York Times. Zwar lobte er einige Aspekte, so habe die zurückhaltende Darstellung von Sex und Gewalt durchaus Charme, doch insgesamt gelte für den Film: „Man wünscht sich, es wäre unverschämter und weniger wissend.“ In seiner eigenen Rolle im Film erweise sich Bogdanovich zwar nicht als schlechter Schauspieler, doch mangele es ihm an Ausstrahlung. Gazzara sei ein „sehr guter Schauspieler, vielleicht zu gut für die Art der mythischen Ikone, die so eine Rolle verlangt.“ Canby schrieb, er könne außerdem nicht mehr gerührt oder gar interessiert an den Überbleibseln des bankrotten Kolonialismus sein, den der Film darstelle.
In Singapur wurde der Film damals aufgrund seiner LGBT-Inhalte verboten. Der singapurische Filmkritiker Ron Yap schrieb 2018 im Filmjournal Bright Lights ein ausführliches Essay über Saint Jack, der mittlerweile selbst Geschichte sei, aber auch die Geschichte des mittlerweile stark veränderten Singapur wie kein zweiter Film aufgefangen habe.